# ABCオウンド・テレビジョン・ステーションズ
ABCオウンド・テレビジョン・ステーションズ（ABC Owned Television Stations）は、ウォルト・ディズニー・カンパニー（ウォルト・ディズニー・テレビジョン）傘下のテレビ部門である。

## 概要
ウォルト・ディズニー・テレビジョンの子会社であり、ABC関連のテレビ放送をしている。
また、2014年には女性が輝く社会に向けた部門でランクインしている。

## 部門
- ABCナショナル・テレビジョン・セールス（ABC National Television Sales, Inc.）
  - ABCリージョナル・スポーツ&エンターテイメント・セールス（ABC Regional Sports & Entertainment Sales）
- ローカリッシュ（英語版）

### 放送局リスト
放送局は、ライセンスの州および市のアルファベット順に配置されている。
- (**) - ABCによって構築され開局された放送局を示す。

| 放送地域免許 / メディア市場                              | 放送局     | チャンネル TV（RF） | 所有開始 | 合併時に所有               |
| -------------------------------------------------------- | ---------- | ------------------- | -------- | -------------------------- |
| カリフォルニア州フレズノ                                 | KFSN-TV    | 30（30）            | 1986年   | キャピタル・シティーズ/ABC |
| ロサンゼルス                                             | KABC-TV ** | 7（7）              | 1949年   | ABC                        |
| サンフランシスコ - オークランド - サンノゼ               | KGO-TV **  | 7（12）             | 1949年   | ABC                        |
| シカゴ                                                   | WLS-TV **  | 7（22）             | 1948年   | ABC                        |
| ニューヨーク市                                           | WABC-TV ** | 7（7）              | 1948年   | ABC                        |
| ノースカロライナ州ローリー - ダーラム - ファイエットビル | WTVD       | 11（9）             | 1986年   | キャピタル・シティーズ/ABC |
| フィラデルフィア                                         | WPVI-TV    | 6（6）              | 1986年   | キャピタル・シティーズ/ABC |
| ヒューストン                                             | KTRK-TV    | 13（13）            | 1986年   | キャピタル・シティーズ/ABC |

### 元ABC所有局
| 放送地域免許 / メディア市場 | 放送局     | チャンネル TV（RF） | 所有開始        | 合併時に所有 | 現在の所有状況                                              |
| --------------------------- | ---------- | ------------------- | --------------- | ------------ | ----------------------------------------------------------- |
| デトロイト                  | WXYZ-TV ** | 7（25）             | 1948年 - 1986年 | ABC          | E・W・スクリップス・カンパニーが所有するABC系列局           |
| ミシガン州フリント          | WJRT-TV    | 12 (12)             | 1995年 - 2011年 | N/A          | アレン・メディア・ブロードキャスティングが所有するABC系列局 |
| オハイオ州トレド            | WTVG       | 13（13）            | 1995年 - 2011年 | N/A          | グレイ・テレビジョンが所有するABC/CW共同系列局              |

## 番組
ABCが所有・運営する放送局のシンジケートサービス（2020年9月現在）には、『タムロン・ホール (トーク番組)』、『ライブ・ウィズ・ケリー・アンド・ライアン』、『ホイール・オブ・フォーチュン』、『ジェパディ!』、『スモール・タウン・ビッグ・ディール』が含まれる。『ライブ』はWABC-TVで自社制作している。『ホイール』と『ジェパディ!』は、シンジケーターがまだキング・ワールド・プロダクションズとして知られていた時代に遡る現在のCBSメディア・ベンチャーズとの長年の関係の一部として、1992年以来、ABC所有の放送局にシンジケートされている。